# FC Malamuk Uummannaq
Der FC Malamuk Uummannaq ist ein grönländischer Fußballverein aus Uummannaq.

## Geschichte

### Erste Jahre
Malamuk Uummannaq gehörte 1953 zu den Gründungsmitgliedern von Grønlands Idrætsforbund. Vermutlich lagerte sich 1979 eine eigene Fußballabteilung (FC Malamuk Uummannaq) aus, weswegen dieses Jahr als Gründungsjahr des Vereins angesehen wird. Der Vereinsname bedeutet übersetzt „Eissturmvogel“ und ist eine grönländische Entlehnung vom niederländischen „mallemok“.
Für 1958 ist erstmals eine Teilnahme an der Grönländischen Fußballmeisterschaft bezeugt. Bei der Meisterschaft 1959/60 konnte der Verein nach drei Siegen das Halbfinale erreichen und schied erst dort gegen den späteren Meister Nanoĸ Qullissat aus. Bei der nächsten Austragung schied der Verein im letzten Qualifikationsspiel ebenfalls gegen Nanoĸ aus. Auch 1966/67 konnte sich der Verein nicht qualifizieren. 1969 schied man erneut gegen Nanoĸ Qullissat aus. 1970 konnte sich Malamuk Uummannaq erstmals für die Schlussrunde qualifizieren, wobei sie jedoch möglicherweise als einziger gemeldeter Verein der Gegend ein Freilos erhalten hatten. Der Verein musste nur zu einem Spiel antreten, dem Halbfinale, das sie gegen den späteren Meister T-41 Aasiaat verloren. In den Folgejahren sind keine Informationen bekannt, allerdings schien der Verein in den 1970er und 1980er Jahren unüberwindbare lokale Konkurrenz durch den 1968 gegründeten UB-68 Uummannaq bekommen zu haben, der sich in dieser Zeit mehrfach für die Schlussrunde qualifizieren konnte.

### Dominanz in Nordgrönland
1987 gelang die Qualifikation für die Schlussrunde, wo der Verein aber die Gruppenphase als Tabellenletzter abschloss. Auch im Folgejahr gelang die Qualifikation und dieses Mal konnte die Mannschaft ein Spiel gewinnen und die Gruppe auf Platz 3 abschließen. Ab dieser Zeit begann der Verein den Fußball nördlich der Diskobucht zu dominieren ohne hingegen landesweit sonderlich konkurrenzfähig zu sein. Im nächsten Jahr gelang erneut die Qualifikation mit zwei Siegen aus zwei Spielen. Der Verein erreichte schließlich Platz 6 in der Schlussrunde. Auch 1990 gewann der FC Malamuk die Qualifikationsrunde, wurde dann aber letzter in der Schlussrunde. 1991 verpasste der Verein den Einzug in die Schlussrunde hingegen gegen UB-68. 1992 gewann der Verein die Vorrunde und dann die Zwischenrunde, wurde dann aber erneut Letzter in der Schlussrunde. 1993 erreichte man Platz 7, 1994 wurde der FC Malamuk wieder Letzter und 1995 wieder Siebter. 1996 gab es möglicherweise eine andere geografische Einteilung der Qualifikationsgruppen, sodass kein Verein nördlich der Diskobucht sich qualifizierte. Im Folgejahr nahm der FC Malamuk wieder an der Meisterschaft teil und wurde erneut Letzter. 1998 musste sich der Verein in der Qualifikation knapp dem Lokalrivalen UB-68 geschlagen geben. 1999 wurde der Qualifikationsmodus erneut geändert und der Verein konnte in einer größeren Gruppe zusammen mit der starken Konkurrenz aus der Diskobucht die Schlussrunde nicht erreichen. Im gewohnten Qualifikationsmodus erreichte der FC Malamuk 2000 wieder die Schlussrunde, wo der Verein als Fünfter sein bisher besten Ergebnis erreichte, wobei jedoch das Spiel um Platz 5 dadurch entschieden wurde, dass der Gegner aus Protest nicht antrat. Im Folgejahr wurde der Vereinsrekord erneut geschlagen, als sich der FC Malamuk mit drei Siegen aus drei Spielen für die Schlussrunde qualifizierte und dort ohne Niederlage letztlich Platz 3 erreichte. 2002 wurde der Verein jedoch wieder abgeschlagen Letzter. Weil sowohl der FC Malamuk als auch UB-68 Uummannaq 2003 in der Qualifikationsrunde zwei Siege und zwei Unentschieden bei einem Torverhältnis von 30:5 Toren eingefahren hatten, musste ein Entscheidungsspiel angesetzt werden, das der FC Malamuk für sich entscheiden konnte. In der Schlussrunde wurde der Verein wieder punktlos Letzter, gewann dann aber das Halbfinale der Gruppenverlierer und wurde letztlich Sechster.

### Die erste Meisterschaft
2004 nahm der FC Malamuk erneut an der Schlussrunde teil und wurde dort mit zwei Siegen und einer Niederlage Tabellenzweiter, setzte sich dann im Halbfinale durch und konnte schließlich im Finale mit einem Sieg über B-67 Nuuk seine erste Meisterschaft feiern. Im Folgejahr wurde der Verein Dritter, 2006 aber wieder Letzter. In den beiden Folgejahren wurden Platzierungen im Mittelfeld erreicht. 2009 wurde der FC Malamuk erstmals Gruppensieger und belegte nach einem Halbfinalsieg am Ende Platz 2. 2010 konnte der Verein wieder nicht mit der Konkurrenz mithalten und wurde Vorletzter vor dem ebenfalls nordgrönländischen K'ingmeĸ-45 Upernavik. 2011 erreichte die Mannschaft nur Platz 7, qualifizierte sich jedoch im Folgejahr für das Halbfinale und landete schließlich auf Platz 4, ebenso wie 2013. 2014 wurde der Verein erneut Gruppensieger, gewann das Halbfinale und wurde schließlich Vizemeister hinter B-67 Nuuk. 2015 wurde der FC Malamuk Tabellenletzter, ohne ein einziges Tor geschossen zu haben und verlor anschließend auch das Spiel um Platz 7. 2016 wurde der Verein Siebter. 2017 nahm der FC Malamuk zum ersten Mal seit 1999 nicht an der Schlussrunde teil, wobei nicht bekannt ist, ob der Verein auf eine Teilnahme verzichtete oder sich nicht qualifizieren konnte. 2018 zog die Mannschaft die Teilnahme spontan zurück. Auch für 2019 ist die Qualifikation nicht überliefert und es ist unbekannt, ob der FC Malamuk teilgenommen hat. 2020 qualifizierte sich der Verein wieder für die Endrunde, die aber wegen der COVID-19-Pandemie in Grönland nicht ausgetragen wurde.

## Platzierungen bei der Meisterschaft
- 1954/55: unbekannt
- 1958: nicht qualifiziert
- 1959/60: Halbfinale
- 1963/64: nicht qualifiziert
- 1966/67: nicht qualifiziert
- 1967/68: unbekannt
- 1969: nicht qualifiziert
- 1970: Halbfinale
- 1971: unbekannt
- 1972: unbekannt
- 1973: unbekannt
- 1974: unbekannt
- 1975: unbekannt
- 1976: unbekannt
- 1977: unbekannt
- 1978: unbekannt
- 1979: unbekannt
- 1980: unbekannt
- 1981: unbekannt
- 1982: unbekannt
- 1983: unbekannt
- 1984: unbekannt
- 1985: unbekannt
- 1986: unbekannt
- 1987: Platz 7/8 (von 8)
- 1988: Platz 5/6 (von 8)
- 1989: Platz 6 (von 8)
- 1990: Platz 6 (von 6)
- 1991: nicht qualifiziert
- 1992: Platz 6 (von 6)
- 1993: Platz 7 (von 8)
- 1994: Platz 6 (von 6)
- 1995: Platz 7 (von 8)
- 1996: unbekannt
- 1997: Platz 8 (von 8)
- 1998: nicht qualifiziert
- 1999: nicht qualifiziert
- 2000: Platz 5 (von 8)
- 2001: Platz 3 (von 8)
- 2002: Platz 8 (von 8)
- 2003: Platz 6 (von 8)
- 2004: Meister
- 2005: Platz 3 (von 8)
- 2006: Platz 8 (von 8)
- 2007: Platz 5 (von 8)
- 2008: Platz 4 (von 8)
- 2009: Platz 2 (von 8)
- 2010: Platz 7 (von 8)
- 2011: Platz 7 (von 10)
- 2012: Platz 4 (von 10)
- 2013: Platz 4 (von 8)
- 2014: Platz 2 (von 8)
- 2015: Platz 8 (von 8)
- 2016: Platz 6 (von 8)
- 2017: unbekannt
- 2018: nicht teilgenommen
- 2019: unbekannt
- 2020: qualifiziert (nicht ausgetragen)
- 2021: teilgenommen (nicht ausgetragen)
- 2022: nicht qualifiziert
- 2023: unbekannt
- 2024: von der Schlussrunde zurückgezogen